# Xella
Xella International GmbH – przedsiębiorstwo z siedzibą w Duisburgu, Niemcy, opracowuje, produkuje i sprzedaje materiały budowlano-izolacyjne.

## Firma
Grupa Xella opracowuje, produkuje i sprzedaje materiały budowlano-izolacyjne na bazie surowców mineralnych. Jest jednym 
z największych na świecie producentów betonu komórkowego i bloczków silikatowych, właścicielem marek Ytong, Silka i Hebel. Pod nazwą Multipor oferuje niepalne mineralne płyty izolacyjne.
Oprócz materiałów budowlanych i izolacyjnych Xella zapewnia także – pod nazwą blue.sprint – usługi cyfrowe upraszczające procesy budowlane. Polegają one na wirtualnym odwzorowaniu budowanego obiektu, czyli stworzeniu tzw. cyfrowego bliźniaka, co pozwala efektywniej zaplanować wykorzystanie materiałów i w ten sposób oszczędzać zasoby. Praca odbywa się w otwartym modelu BIM opartym na standardzie IFC. Dzięki tej usłudze można zaoszczędzić do 20 procent kosztów i do 30 procent czasu budowy na etapie stanu surowego.
Integralnym elementem strategii korporacyjnej Xelli jest zrównoważony rozwój, rozumiany jako umożliwianie klientom zrównoważonego i zdrowego życia, budowania i remontowania. Obecnie firma jest obecna w ponad 22 krajach i posiada 79 zakładów produkcyjnych. W 2022 roku Grupa Xella wygenerowała sprzedaż na poziomie 1,37 miliarda euro, zatrudniając około 5200 pracowników.
Właścicielem luksemburskiej spółki holdingowej Xella International Holdings jest inwestor finansowy Lone Star, który w 2017 roku nabył większościowy pakiet udziałów w Grupie Xella od dwóch firm private equity PAI partners (Francja) i Goldman Sachs Capital Partners (Stany Zjednoczone), które nabył Grupę Xella od Haniel we wrześniu 2008 roku.

## Historia
Nazwa koncernu Xella powstała ze zmiany nazwy przedsiębiorstwa Haniel Bau-Industrie, które istniało na rynku już od lat czterdziestych XX wieku i nieprzerwanie od 1948 roku produkowało wapienno-piaskowe elementy murowe. Jeszcze pod nazwą Haniel Bau-Industrie firma nabyła zakłady Goslar Fels, Hebel i Ytong pomiędzy 2000 i 2002 rokiem. W 2002 roku firma postawiła pierwsze kroki w Chinach i zmieniła nazwę na Xella Baustoffe. W 2003 roku zaprezentowała się pod nową nazwą na targach BAU w Monachium. W tym samym roku spółka zbyła swoje udziały w Norddeutsche Naturstein GmbH (NNG) w Flechtingen, która od 2005 roku była spółką zależną Basalt-Actien-Gesellschaft.
Od 2003 roku Xella prowadzi własną spółkę badawczo-rozwojową w Brandenburgii z dwoma lokalizacjami – jedną w Emstal koło Lehnin, drugą w Brück koło Bad Belzig. Tutaj inżynierowie pracują w trzech specjalistycznych obszarach: badania zastosowań materiałów i fizyka budowli, inżynieria procesowa oraz badania produktów i procesów budowlanych.
W 2006 roku sprzedano firmę Halfen (technika mocowania) z siedzibą w Langenfeld. W latach 2007 i 2008 miała miejsce dalsza ekspansja międzynarodowa w Europie Wschodniej oraz w Chinach.
W 2008 roku Xella została sprzedana przez Haniel partnerom PAI i Goldman Sachs Capital Partners. W latach 2009–2010 Xella otworzyła nowe fabryki Ytong w Rumunii i Chinach. W kwietniu 2011 roku Xella przeprowadziła się do nowej siedziby głównej w Duisburgu-Huckingen. 11 maja 2012 roku budynek siedziby firmy Xella został nazwany Domem Axela Erikssona – na cześć Axela Erikssona, szwedzkiego architekta i inżyniera, który wynalazł beton komórkowy w 1923 roku.
W marcu 2012 roku nie udało się przejąć większości udziałów w duńskiej spółce H+H International A/S z siedzibą w Kopenhadze. Niemiecki Federalny Urząd Kartelowy zakazał przejęcia, gdyż obawiano się, że fuzja może przełożyć się na zbyt dominującą pozycję Xelli na rynku bloczków z betonu komórkowego i lekkiego betonu na rynkach regionalnych Niemiec północno- i zachodnioniemieckich. Spółce nie udało się nabyć większościowego pakietu udziałów w spółce H+H International. Ewentualne IPO zostało odwołane w październiku 2015 r., powołując się na niekorzystną sytuację rynkową. W grudniu 2016 roku ogłoszono, że Xella została sprzedana firmie inwestycyjnej Lone Star za nieujawnioną kwotę. W sierpniu 2017 roku Xella ogłosiła przejęcie hiszpańskiego producenta materiałów termoizolacyjnych Ursa, który na początku 2022 roku został sprzedany firmie Etex.

## Xella Polska
Xella Polska ma 11 zakładów produkcyjnych, w tym 5 zakładów Ytong (w Ostrołęce, Sieradzu, Pile, Miliczu, Powodowie) i 6 zakładów Silka (w Teodorach, Michałowie-Reginowie, Żabinku, Trzcińcu, Pasymiu i Iławie). Firma prowadzi sprzedaż poprzez sieć dystrybucji na terenie całej Polski oraz w krajach takich jak: Litwa, Łotwa, Ukraina, obwód królewiecki i Białoruś.
Xella Polska ma w ofercie również wielkoformatowe elementy murowe, które montuje się za pomocą specjalnych miniżurawi – te nowoczesne technologie pozwalają nawet na dwukrotne przyspieszenie budowy ścian.